# Acroporium gracillimum
Acroporium gracillimum är en bladmossart som beskrevs av Brotherus 1925. Acroporium gracillimum ingår i släktet Acroporium och familjen Sematophyllaceae. Inga underarter finns listade i Catalogue of Life.